# Swansea City Association Football Club 2015-2016
Questa voce raccoglie le informazioni riguardanti lo Swansea City Association Football Club nelle competizioni ufficiali della stagione 2015-2016.

## Maglie e sponsor
Lo sponsor tecnico per la stagione 2015-2016 è Adidas. Lo sponsor principale è invece GWFX.
| Casa | Trasferta |

## Rosa
| N. |                          | Ruolo | Calciatore                 |
| -- | ------------------------ | ----- | -------------------------- |
| 1  | Polonia (bandiera)       | P     | Łukasz Fabiański           |
| 2  | Spagna (bandiera)        | D     | Jordi Amat                 |
| 3  | Galles (bandiera)        | D     | Neil Taylor                |
| 4  | Corea del Sud (bandiera) | D     | Ki Sung-yueng              |
| 6  | Inghilterra (bandiera)   | D     | Ashley Williams (capitano) |
| 7  | Inghilterra (bandiera)   | C     | Leon Britton               |
| 9  | Italia (bandiera)        | A     | Alberto Paloschi           |
| 10 | Ghana (bandiera)         | A     | André Ayew                 |
| 11 | Francia (bandiera)       | A     | Marvin Emnes               |
| 13 | Svezia (bandiera)        | P     | Kristoffer Nordfeldt       |
| 15 | Giamaica (bandiera)      | C     | Wayne Routledge            |
| 17 | Portogallo (bandiera)    | A     | Éder                       |
| 18 | Francia (bandiera)       | A     | Bafétimbi Gomis            |

| N. |                        | Ruolo | Calciatore         |
| -- | ---------------------- | ----- | ------------------ |
| 20 | Ecuador (bandiera)     | A     | Jefferson Montero  |
| 21 | Inghilterra (bandiera) | C     | Matt Grimes        |
| 22 | Spagna (bandiera)      | D     | Àngel Rangel       |
| 23 | Islanda (bandiera)     | C     | Gylfi Sigurðsson   |
| 24 | Inghilterra (bandiera) | C     | Jack Cork          |
| 25 | Germania (bandiera)    | P     | Gerhard Tremmel    |
| 26 | Irlanda (bandiera)     | D     | Kyle Naughton      |
| 27 | Inghilterra (bandiera) | D     | Kyle Bartley       |
| 33 | Argentina (bandiera)   | D     | Federico Fernández |
| 35 | Scozia (bandiera)      | D     | Stephen Kingsley   |
| 37 | Galles (bandiera)      | D     | Daniel Alfei       |
| 58 | Gambia (bandiera)      | A     | Modou Barrow       |

## Risultati

### Premier League
| Arbitro: | Oliver |

|                                   |           |                              |
| Oscar 23’ F. Fernández 30’ (aut.) | Marcatori | 29’ A. Ayew 55’ (rig.) Gomis |

| Arbitro: | Atkinson |

|                    |           |          |
| Ayew 61’ Gomis 66’ | Marcatori | 48’ Mata |

| Arbitro: | East |

|                                     |           |                       |
| van Dijk 11’ Ki 54’ (aut.) Mané 61’ | Marcatori | 83’ (rig.) Sigurðsson |

| Arbitro: | Friend |

|  |           |                                       |
|  | Marcatori | 49’ Giroud 68’ Koscielny 73’ Campbell |

| Arbitro: | Oliver |

|  |           |                     |
|  | Marcatori | 5’, 22’, 67’ Mahrez |

| Arbitro: | Madley |

|                          |           |           |
| Bony 26’ Iheanacho 90+2’ | Marcatori | 90’ Gomis |

| Arbitro: | Moss |

|                        |           |                |
| Martial 47’ Rooney 77’ | Marcatori | 70’ Sigurðsson |

| Swansea 13 febbraio 2016, ore 16:00 CET 26ª giornata | Swansea City | – | Southampton | Liberty Stadium |

| Londra 1º marzo 2016, ore 19:45 WET 28ª giornata | Arsenal | – | Swansea City | Emirates Stadium |

| Swansea 15 maggio 2016, ore 16:00 CEST 38ª giornata | Swansea City | – | Manchester City | Liberty Stadium |